# Wikiscanner

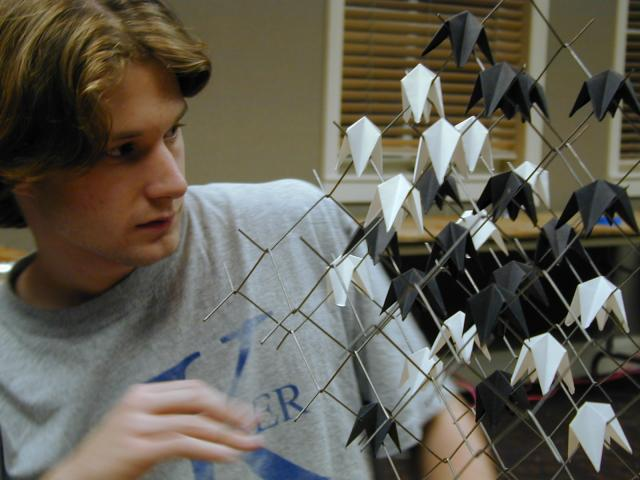
Virgil Griffith, de ontwikkelaar van Wikiscanner

Wikiscanner was een publieke database waarmee anonieme wijzigingen op Wikipedia gekoppeld konden worden aan de organisaties waarvan ze afkomstig waren. Wikiscanner was ontwikkeld door Virgil Griffith, een Amerikaanse hacker en student aan het California Institute of Technology. Wikiscanner werd op 14 augustus 2007 gelanceerd. Inmiddels is de scanner niet meer toegankelijk.
Wikiscanner kon doorzocht worden op namen en IP-adressen van bedrijven en andere instanties. De scanner vertelde welke IP-adressen (waarschijnlijk) bij een bepaalde instantie behoren, en welke wijzigingen vanaf deze IP-adressen op de Engelstalige Wikipedia waren gedaan. De scanner werkte ook voor de Japans-, Duits- en Franstalige Wikipedia.
Er werd ook een Nederlandstalige versie geïntroduceerd.